# Rebecca Scheja
Ania Rebecca Scheja, född 26 januari 1989 i Oscars församling, Stockholms län, är en svensk skådespelare, DJ, sångare, låtskrivare och musikproducent. 

## Biografi
Rebecca Scheja är dotter till Staffan och Marianne Scheja och äldre syster till Nause-medlemmen Leonard Scheja. Hon började som barnskådespelare och har medverkat i flera filmer, bland annat som Annika i Den bästa sommaren från 2000. Hon medverkade också i 2009 års uppsättning av Wira-spelen som spelades på Isacs äng, Wira bruk i Österåkers kommun. Scheja utbildade sig på Adolf Fredriks musikklasser och Viktor Rydbergs gymnasium.
Scheja träffade Fiona FitzPatrick på en fest 2007 och de började arbeta med musik ihop som discjockey-duo runt om i Sverige - de drev bland annat klubben DET på Spy Bar i Stockholm 2008 - och började efterhand också skriva och producera egen musik och ge konserter som "electro-punk-house"-duon Rebecca & Fiona. Under sommaren 2010 släppte de singeln Luminary Ones på bolaget Pope Records. Samma år, med start 7 oktober, visades deras dubbelt prisbelönta webb-tv-serie om duon i tolv delar på SVT Play, Rebecca & Fiona. Duon släppte sitt debutalbum i november 2011. De har också turnerat internationellt.[källa behövs]
Tillsammans med producenten Adrian Lux har de producerat sången Boy. De vann en Grammis som Årets Electro/Dans vid Grammisgalan 2012.
Rebecca Scheja hade under några år ett förhållande med musikartisten och låtskrivaren Thibo Girardon, mer känd under artistnamnet Panda da Panda och de har även samarbetat musikaliskt emellanåt. Hon är i en relation med Klas Beyer och tillsammans har de ett barn, fött 2025.

## Filmografi

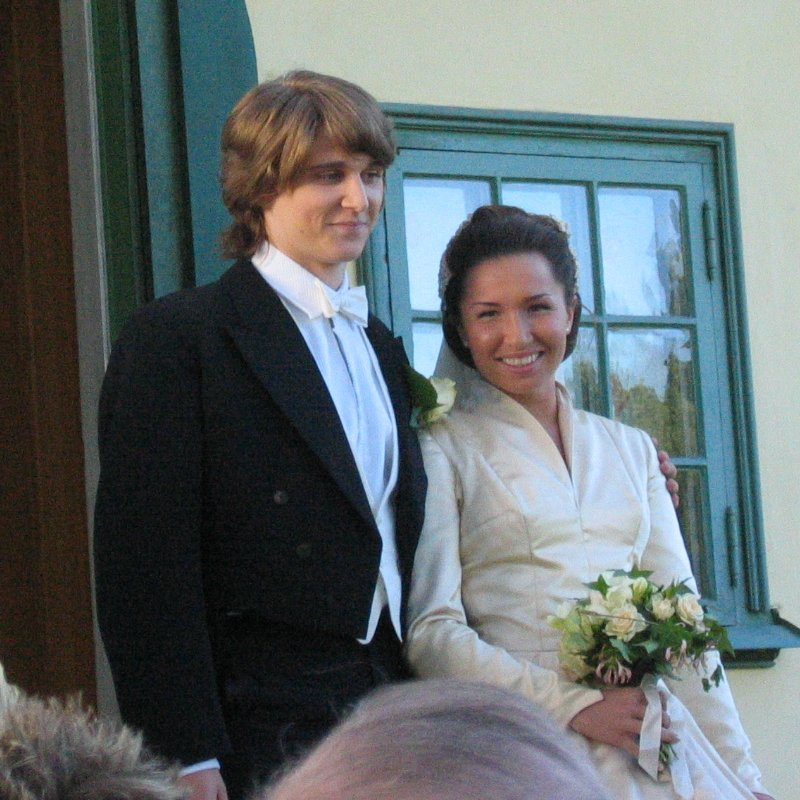
Anastasios Soulis och Rebecca Scheja vid inspelning av filmen Bröllopsfotografen, 2009.

- 1997 – Adam & Eva
- 1998 – Längtans blåa blomma
- 2000 – En häxa i familjen
- 2000 – Den bästa sommaren
- 2005 – Sandor slash Ida
- 2009 – Bröllopsfotografen

## Diskografi

### Studioalbum
- 2011 – I Love You, Man!
- 2014 – Beauty Is Pain
- 2018 - Art of Being a Girl
- 2024 - MEGA DANCE

### Singlar och samarbeten
- 2010 - Luminary Ones (Rebecca & Fiona)
- 2010 - Låna Pengar (Basutbudet feat. Rebecca & Fiona)
- 2011 - Bullets (Rebecca & Fiona)
- 2011 - If She Was Away/Hard (Rebecca & Fiona)
- 2011 - Boy (Adrian Lux feat. Rebecca & Fiona)
- 2011 - Turn It Down (Kaskade with Rebecca & Fiona)
- 2011 - Jane Doe (Rebecca & Fiona)
- 2012 - Giliap (Rebecca & Fiona)
- 2012 - World On Fire (The Royal Concept)
- 2012 - Fake Love (Blende)
- 2012 - Larva (Far Away) (Morten Breum)
- 2012 - Weekend Heroes (Adrian Lux)
- 2012 - Angels (Adrian Lux)
- 2013 - Taken Over (Rebecca & Fiona feat. Style Of Eye)
- 2013 - Union (Rebecca & Fiona)
- 2013 - Hot Shots (Rebecca & Fiona feat. Vice)